# 山田薫
山田 薫（やまだ かおる、1853年5月24日（嘉永6年4月17日） - 1925年（大正14年）8月17日）は、日本の薬学者。正四位勲三等。薬学博士。宮内省侍医療薬剤師長。日本薬学会名誉会員。薬剤師試験委員。族籍は福井県士族。

## 人物
福井県士族・山田小十郎の二男。1879年、東京大学医学部製薬学科を卒業して製薬士の称号を得た。1907年11月、薬学博士の学位を授与された。住所は東京市牛込区払方町。

## 家族・親族
山田家
- 父・小十郎（福井士族）[3]
- 兄・嘉源太（福井士族）[1]
- 妻・ひろふ（1857年 - ?、福井士族、徳山安兵衛の三女）[1]
- 養子
  - 鼎（1881年 - ?、福井・佐々木清六の五男、養子・文の夫）[1]
  - 文（1887年 - ?、福井・徳山繁樹の五女、養子・鼎の妻）[1]
- 孫[1]